# Oatari tanuki goten
Oatari tanuki goten è un film del 1958 diretto da Kōzō Saeki e scritto da Keigo Kimura.
La pellicola non è mai stata distribuita in Italia.

## Distribuzione

### Data di uscita
Conosciuto nelle sale anglosassoni col nome The Princess of Badger Palace. Uscito in Giappone il 26 febbraio del 1958.